# Cavendishia bracteata
Cavendishia bracteata là một loài thực vật có hoa trong họ Thạch nam. Loài này được (Ruiz & Pav. ex J.St.Hil.) Hoerold mô tả khoa học đầu tiên năm 1909.